# Gerbilliscus inclusus
Gerbilliscus inclusus es una especie de roedor de la familia Muridae.

## Distribución geográfica
Se encuentra en Mozambique Tanzania y Zimbabue.

## Hábitat
Su hábitat natural son: sabanas húmedas.